# Uncharted (Film)
Uncharted (engl. für „nicht kartiert“) ist ein US-amerikanischer Abenteuer-Actionfilm von Regisseur Ruben Fleischer, der am 17. Februar 2022 in den deutschen und am darauffolgenden Tag in den österreichischen sowie US-amerikanischen Kinos anlief. Der Film erzählt eine alternative Vorgeschichte des aus der Videospielserie Uncharted bekannten Schatzsuchers Nathan Drake, den Tom Holland verkörpert.

## Handlung
Der zehnjährige Nate Drake und sein älterer Bruder Sam leben nach dem Tod ihrer Eltern in einem Waisenhaus in Boston. Als beide eines Nachts in eine Galerie einbrechen und dort eine Karte der Expedition von Ferdinand Magellan stehlen wollen, werden sie von der Polizei geschnappt. Da Sam daraufhin in eine andere Einrichtung verlegt werden soll, tritt er die Flucht an. Alles, was er seinem Bruder Nate hinterlässt, ist das Versprechen, eines Tages zu ihm zurückzukehren, und ein Ring, der angeblich auf Francis Drake zurückzuführen ist.
Fünfzehn Jahre später arbeitet der erwachsene Nate in New York City als Barkeeper, wobei er regelmäßig seine Kundschaft bestiehlt. Eines Abends wird er von Victor „Sully“ Sullivan angesprochen, der angibt, seinen Bruder gekannt zu haben. Nate, der von Sam in all den Jahren bis auf Postkarten nichts gehört hat, wird nun von Sully darüber aufgeklärt, dass Sam mit ihm zusammengearbeitet hat, allerdings spurlos verschwand. Zuvor fanden beide in Donostia-San Sebastián das verschollene Tagebuch von Magellans Kapitän Juan Sebastián Elcano, das zum Standort eines geheimen Goldschatzes führen soll. Von diesen Erzählungen überzeugt, schließt Nate sich Sully als Partner an. Beide planen, auf einer Auktion ein goldenes Patriarchenkreuz zu stehlen, das mit dem Schatz in Zusammenhang stehen soll. Auf der Versteigerung ist auch Santiago Moncada anwesend, dessen Familie einst die Expedition von Magellan finanzierte und daher Anspruch auf den Goldschatz erhebt. Während Nate für Ablenkung sorgt, kann Sully unauffällig das Kreuz entwenden und auch nicht von Moncadas rechter Hand – Sullys ehemaliger Partnerin Jo Braddock – gestoppt werden. Nach dem Coup machen sich beide auf den Weg nach Barcelona.
In der spanischen Küstenstadt werden Nate und Sully von Chloe Frazer in Empfang genommen, die ein zweites Kreuz in ihrem Besitz hat. Sie stiehlt das Kreuz von Nate und Sully und wird von den beiden verfolgt. Nate kann sie überzeugen, mit ihnen zusammenzuarbeiten, weil nur er die weiterführenden Hinweise aus Elcanos Tagebuch zu deuten weiß. So besuchen sie gemeinsam die Kirche Santa Maria del Pi, wo die als Schlüssel dienenden Kreuze einen Geheimgang in die Katakombe öffnen. Nate und Chloe beschließen, dem unterirdischen Gang zu folgen, während Sully sie von der Oberfläche aus unterstützen möchte. Das Duo gerät daraufhin in einen verschlossenen Raum, der sich stetig mit Wasser füllt und nur von oben geöffnet werden kann. Sully ist aber damit beschäftigt, die Angriffe der plötzlich aufgetauchten Braddock abzuwehren. So gelingt die Befreiung von Nate erst in höchster Not, woraufhin dieser der ertrinkenden Chloe das Leben rettet. Im Anschluss erreichen beide eine unterirdische Kammer, in der sie eine weitere Karte mit dem Standort des Goldschatzes finden. Doch Chloe hintergeht Nate und Sully, verschwindet allein mit der Karte und bringt sie zu ihrem heimlichen Auftraggeber – Moncada.
Als Nate wieder zu sich kommt, konfrontiert er Sully mit den zuvor getätigten Aussagen von Chloe bezüglich seines Bruders. Sully gibt zu, dass Sam nicht verschwunden ist, sondern zuvor von Braddock im Kampf erschossen worden sei. Auch wenn das Vertrauen von Nate in Sully nun vollends zerstört ist, arbeitet er des Goldschatzes wegen weiterhin mit ihm zusammen. Beide machen das Flugzeug ausfindig, mit dem Moncada, Chloe und Braddock auf die Philippinen gelangen wollen, und schmuggeln sich heimlich mit an Bord. Während des Fluges hintergeht Braddock Moncada, tötet ihn und hat Gleiches auch mit Chloe vor. Als daraufhin Nate und Sully auf die Bildfläche treten, kommt es zum Kampf, bei dem sich Sully per Fallschirm aus dem Flugzeug retten kann. Chloe und Nate fliehen hingegen gemeinsam mithilfe einer Ausrüstungseinheit, die planmäßig im Zielgebiet abgeworfen werden sollte. Beide finden sich daraufhin auf einer Insel in der Bandasee wieder, wo sie mithilfe von Hinweisen auf Postkarten von Sam den Standort des Goldschatzes bestimmen können. Nate lässt Chloe falsche Koordinaten stehlen und führt sie damit in die Irre, ehe er selbst die Fahrt zum Zielort antritt. Dort findet er zwei Schiffe von Magellan mit dem Goldschatz vor. Auch Sully erscheint, da er den Standort von Nates Handy verfolgen konnte.
Nate wurde bei seiner Fahrt zum Goldschatz allerdings auch von Braddock entdeckt und verfolgt, weshalb er sich nun mit Sully auf einem der Schiffe verstecken muss. Braddock hat zwei Tandemhubschrauber organisiert, mit denen beide Schiffe aus ihrem Versteck im Urwald abtransportiert werden sollen. Nate und Sully können Braddocks Männer ausschalten, einen der Hubschrauber übernehmen und den anderen mit einer Kanonenkugel abschießen. Als es zur finalen Konfrontation zwischen Braddock und Nate kommt, muss sich Sully zwischen der Rettung seines Schützlings und dem Goldschatz entscheiden. Er entscheidet sich für Nate und versenkt das Schiff samt Gold im Meer, wobei Braddock erschlagen wird. Da der Schatz nun Eigentum der Philippinen ist, treten beide die Flucht an und bemerken dabei auch die sichtlich verärgerte Chloe.
In einer Mid-Credit-Szene ist der noch lebende Sam in einem südländischen Gefängnis sitzend zu sehen. In einer weiteren Szene stehlen Nate und Sully vom Gangster Gage eine Karte, die zu einem verschollenen Nazischatz führen soll.

## Produktion

### Gescheiterte Realisierungsversuche

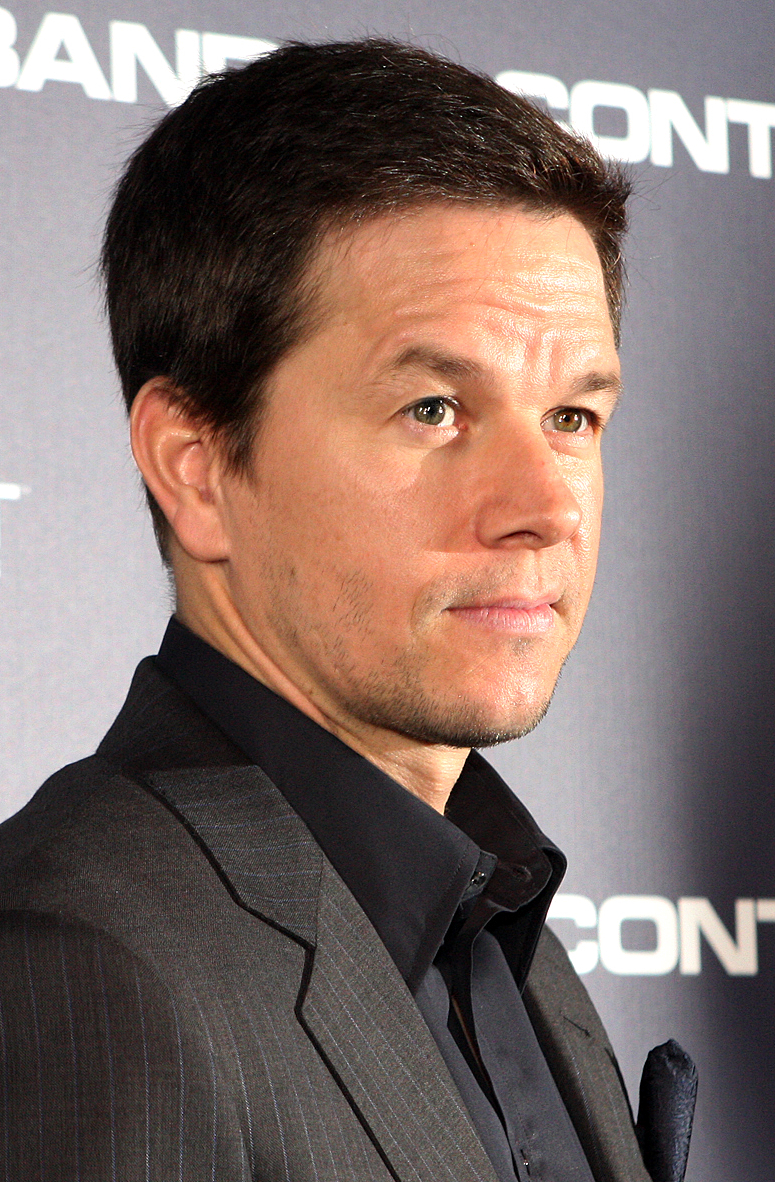
Mark Wahlberg sollte ursprünglich die Rolle des Nathan Drake verkörpern.

Nachdem im November 2007 das Videospiel Uncharted: Drakes Schicksal veröffentlicht wurde und sehr gute Verkaufszahlen sowie Kritiken verbuchen konnte, bekundete Produzent Avi Arad 2008 sein Interesse, mit seiner Produktionsfirma Arad Productions künftig Videospiele zu verfilmen, darunter auch Uncharted. Das Potenzial des Videospieles liege laut Arad vor allem im Protagonisten Nathan Drake, der im Vergleich zum Schatzsucher Indiana Jones nicht durchweg gut sei, sondern eine Entwicklung durchlaufe. Gleichzeitig kündigte Arad an, dass im Film moderne Piraterie in Südamerika thematisiert werde, die zuvor auch schon auf die Entwicklung des Spieles Einfluss nahm. Zunächst wurde angekündigt, dass der Film von Kyle Ward geschrieben werden soll, bis im November 2009 schließlich Joshua Oppenheimer und Thomas Dean Donnelly als Drehbuchautoren verpflichtet wurden. Neben Arad sollten auch Charles Roven von Atlas Entertainment und David O. Russell für Sony als Produzenten fungieren. Letzterer wurde im Oktober 2010 von Columbia Pictures als Regisseur und neuer Drehbuchautor angekündigt, während sich Ari Arad und Alex Gartner als Produzenten dem Projekt anschlossen. Noch im selben Jahr wurde die Hauptrolle, für die sich Nathan Fillion zuvor selbst ins Gespräch gebracht hatte, mit Mark Wahlberg besetzt. Dieser äußerte sich über Uncharted, der Film würde ab Sommer 2011 gedreht werden, während Robert De Niro und Joe Pesci potenziell als Nathan Drakes Vater und Onkel zu sehen wären. Zu den geplanten Dreharbeiten kam es letztendlich nicht, da Regisseur Russell das Filmprojekt im Mai 2011 aufgrund kreativer Differenzen mit Sony verließ.
Als neuer Regisseur wurde Neil Burger vorgestellt, der angab, dass das Drehbuch von Grund auf neu geschrieben werde, sich nahe dem Videospiel bewegen solle und noch keine Rolle besetzt wurde. Auch er schied bereits nach wenigen Monaten vom Regieposten aus, woraufhin Marianne und Cormac Wibberley im August 2012 beauftragt wurden, ein neues Skript zu verfassen. Im Folgejahr äußerten sich Seth Rogen und Evan Goldberg, sie seien in den vier Jahren zuvor mehrere Male angefragt worden, ob sie den Uncharted-Film verwirklichen könnten. Beide lehnten jedoch ab, da sie keine Kopie der Indiana-Jones-Filme schaffen wollten. Im Februar 2014 wurde schließlich vermeldet, dass sich Seth Gordon in Verhandlungen für den Regieposten befinde, während das zu diesem Zeitpunkt aktuelle Drehbuch von David Guggenheim geschrieben wurde. Im Zuge der Verpflichtung von Gordon wurde auch ein Starttermin des Filmes im Juni 2016 bekanntgegeben. Ende 2014 wurde verkündet, dass Mark Boal mit der Überarbeitung des Drehbuches beauftragt wurde, während Chris Pratt die Hauptrolle ablehnte.
Fast zeitgleich wurden im Zuge des Hackerangriffs auf Sony Pictures das 124-Seiten-lange Drehbuch von Guggenheim sowie E-Mails von Sony-Managern über Uncharted, die auch Produktionsdetails enthielten, durch nordkoreanische Hacker erbeutet und im April 2015 über WikiLeaks veröffentlicht. Unter anderem äußerte sich Jonathan Kadin, Senior Vice President von Columbia, Uncharted sei ein Film voller Action, gleichzeitig aber auch romantisch, bodenständig und zeitgenössisch. Die Hauptfigur Nathan Drake habe einen Sinn für Humor und liefere sich clevere, verbale Kämpfe mit seinem Love Interest Elena Fisher. Adam North von Sony ergänzte, Uncharted fühle sich wie ein Sommer-Abenteuer im Stile der Lara-Croft-Verfilmungen an, das mit „ein bisschen Dan Brown“ vermischt wurde. Außerdem ging aus den geleakten Dokumenten hervor, dass sich Chris Hemsworth, Channing Tatum und Mark Wahlberg in der engeren Auswahl für die Hauptrolle befanden, wobei bis zu 15 Millionen US-Dollar an Gage für diese eingeplant wurden. Des Weiteren wurde das Drehbuch durch Anmerkungen von Wahlberg überarbeitet, sodass Uncharted weniger ein Buddy-Film sei, sondern sich mehr auf Nathan Drake sowie dessen Beziehung und Vergangenheit fokussiere. Die Dreharbeiten sollten zum Großteil in Filmstudios in Toronto, aber auch in Australien und Mexiko erfolgen.
Im Februar 2015 übernahm Tom Rothman den von Amy Pascal bekleideten Posten des Vorsitzenden von Sony Pictures Entertainment. Unter anderem soll er für die Zukunft von Uncharted verantwortlich gewesen sein, wobei er sich dafür entschied, nicht das Budget zu kürzen, sondern eine neue kreative Richtung einzuschlagen, was schließlich Seth Gordons Ausstieg vom Filmprojekt und eine Startterminverschiebung nach 2017 zur Folge hatte. Im September 2016 wurde Joe Carnahan als neuer Drehbuchautor vorgestellt, gleichzeitig aber auch der Starttermin im Jahr 2017 gestrichen. Für seinen Entwurf ließ sich Carnahan von Amy Hening, Neil Druckmann und Nolan North, treibenden Kräften hinter Uncharted: Drakes Schicksal, beraten, um den richtigen Ton des Videospiels zu treffen. Carnahan wurde zwischenzeitlich auch mit dem Regieposten in Verbindung gebracht, aufgrund seiner Verpflichtungen für Bad Boys for Life konnte er diese Position aber nicht bekleiden. Stattdessen wurde im Oktober 2016 Shawn Levy als bis dato vierter Regisseur von Uncharted engagiert, der den Film ab Sommer 2017 drehen wollte. Carnahen äußerte sich über die Hauptfiguren, im von ihm geschriebenen Drehbuch seien Nathan Drake und Victor Sullivan keine Guten, sondern Diebe und Gauner, aber immer noch besser als die Bösen.

### Neuausrichtung ab 2017

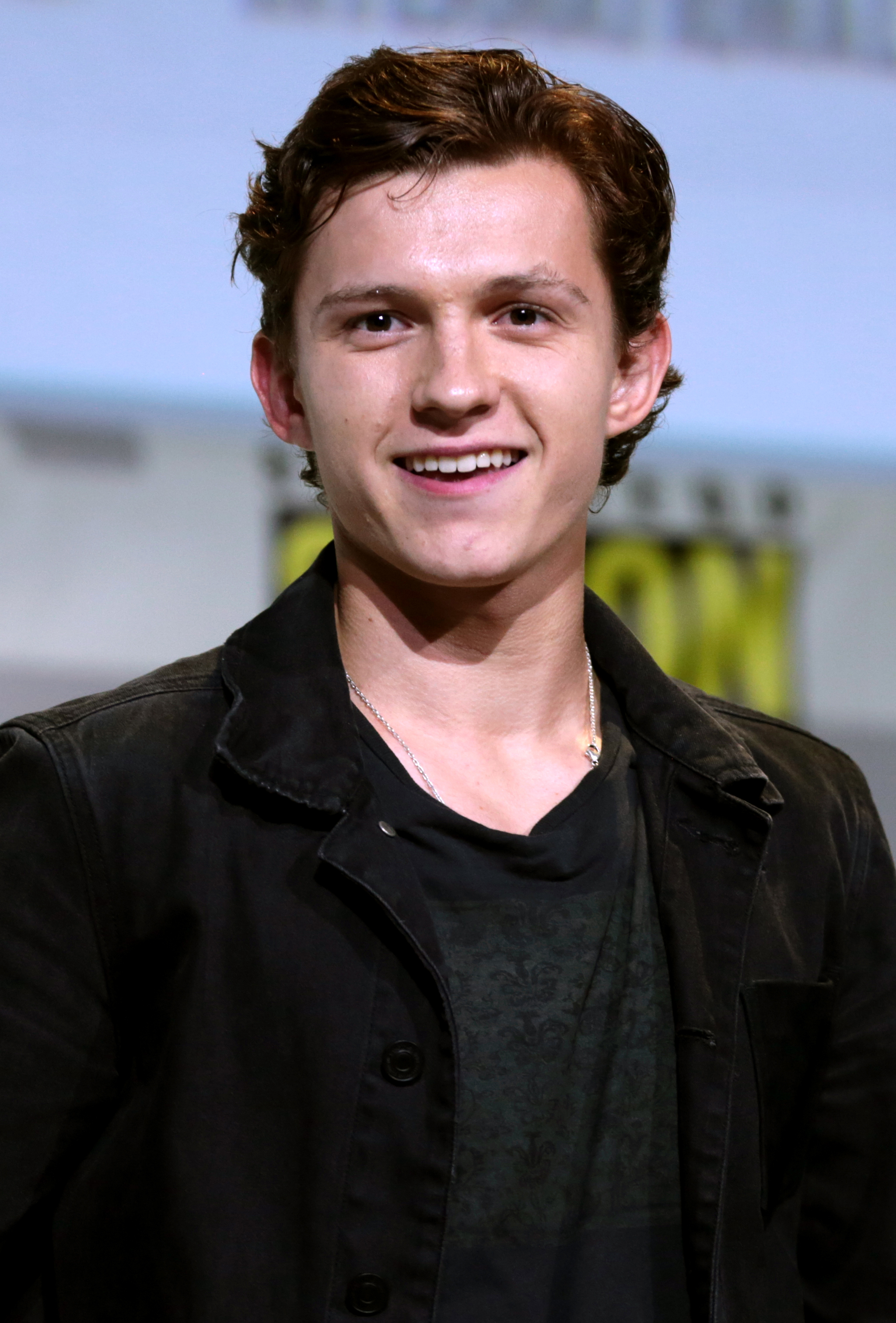
Tom Holland verkörpert die Hauptfigur Nathan Drake.

Im Mai 2017 wurde Tom Holland als Hauptfigur Nathan Drake gecastet, nachdem er selbst die Videospiele gespielt hatte. Im Zuge dessen wurde angekündigt, dass Uncharted fortan ein Prequel zu den Videospielen sein soll und auf einer Sequenz aus dem dritten Teil Uncharted 3: Drake’s Deception basieren wird, in der der junge Dieb zum ersten Mal auf den professionellen Gauner Victor Sullivan trifft. Die Entscheidung für diese Neuausrichtung erfolgte Berichten zufolge, nachdem Tom Rothman, der Vorsitzende von Sony Pictures Entertainment, den Film Spider-Man: Homecoming mit Holland gesehen hatte. Die Regie führte weiterhin Shawn Levy, während ein gänzlich neues Drehbuch geschrieben werden sollte. Diese Aufgabe wurde zunächst Fernsehautor Rafe Judkins anvertraut, wie Produzent Charles Roven im Januar 2018 bekanntgab. Ende des Jahres kehrte Regisseur Levy dem Projekt den Rücken zu, um stattdessen den Film Free Guy verwirklichen zu können. Als neuen Regisseur konnte man im Januar 2019 Dan Trachtenberg gewinnen, während Jonathan Rosenberg und Mark Walker als neue Drehbuchautoren angekündigt wurden. Der Drehbeginn war zu diesem Zeitpunkt für Ende 2019 anvisiert. Im Sommer 2019 wurde das Kreativteam hinter dem Film ein weiteres Mal ausgetauscht, das Drehbuch sollte nun von Rafe Judkins sowie Art Marcum und Matt Holloway stammen. Gleichzeitig verließ Trachtenberg das Projekt und wurde im September desselben Jahres durch Travis Knight ersetzt.
Im November 2019 schloss sich Mark Wahlberg, der Jahre zuvor die Hauptfigur verkörpern sollte, als Nathan Drakes Mentor Victor „Sully“ Sullivan der Besetzung an. Zuvor wurden für diese Rolle auch Schauspieler wie Chris Hemsworth, Chris Pine, Matthew McConaughey und Woody Harrelson gehandelt. Noch Ende 2019 gab Regisseur Knight den Regieposten aufgrund von Terminproblemen mit anderen Projekten wieder ab. Nur wenige Tage später wurde der Regiestuhl mit Ruben Fleischer neu besetzt. Er ist der siebte sowie finale Regisseur, der Uncharted letztendlich verwirklichen konnte. Hauptdarsteller Holland äußerte sich wenige Wochen vor Drehbeginn über Uncharted, der Film umgehe die klassischen Probleme von Videospielverfilmungen, indem er eine Origin-Story erzähle. Kenner der Spiele würden so nicht wissen, was passiere, und alle anderen Zuschauer würden regulär in die Geschichte finden. Nichtsdestotrotz wird der Film Einflüsse von Uncharted 4: A Thief’s End enthalten. Anfang März 2020 schlossen sich Antonio Banderas, Sophia Ali und Tati Gabrielle der Besetzung an.
Für die Filmmusik war Ramin Djawadi verantwortlich. Das US-amerikanische Elektropop-Duo Milkblood steuerte zum Soundtrack das Lied No Mind bei, das während des Abspanns läuft.

### Dreharbeiten

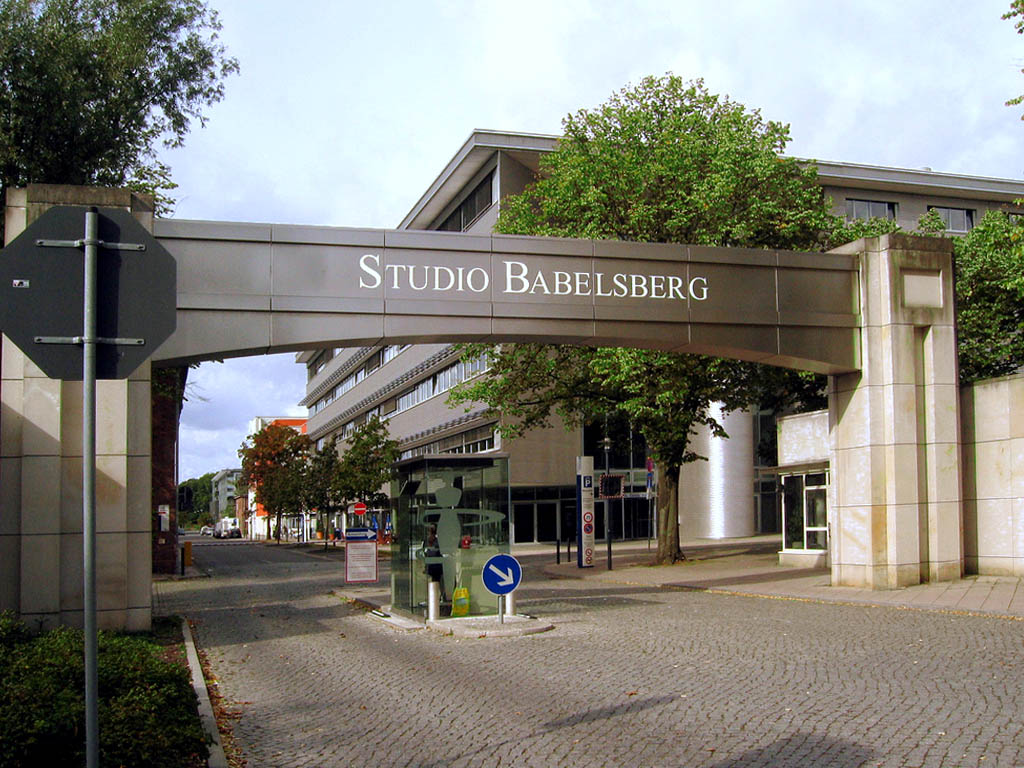
Ein Großteil des Films wurde im Studio Babelsberg gedreht.

Die Dreharbeiten wurden ursprünglich so terminiert, dass Tom Holland ab Sommer 2020 den ebenfalls von Sony produzierten Film Spider-Man: No Way Home hätte drehen können. So sollten die Filmaufnahmen mit Kameramann Chung Chung-hoon und Szenenbildner Shepherd Frankel Mitte März 2020 im Studio Babelsberg in Potsdam starten. Noch am ersten Drehtag wurden die Produktion aufgrund der COVID-19-Pandemie unterbrochen und zu diesem Zeitpunkt um mindestens sechs Wochen aufgeschoben. Erst am 20. Juli 2020 wurden die Dreharbeiten in Potsdam unter strengen Hygienemaßnahmen, darunter das Tragen einer Maske am Filmset sowie räumliche Distanzierung zu anderen Personen, fortgesetzt. Ebenso mussten alle Crewmitglieder vor Produktionsbeginn auf SARS-CoV-2 getestet werden. In Vorbereitung auf die Dreharbeiten absolvierte Holland Boxtraining, um stärker und fitter zu werden, während Tati Gabrielle mit einem Karambit trainierte.
Der Hauptanteil der Dreharbeiten fand auf dem Gelände des ebenfalls koproduzierenden Studio Babelsberg statt. Sowohl auf dem Freigelände als auch in den Hallen entstanden Szenen mit großen Schiffen vor Blue- und Greenscreens. Vor Ort wurde außerdem ein Filmset errichtet, in dem fünf Wochen lang eine direkt aus den Videospielen entnommene Frachtflugzeugszene gedreht wurde. Bei dieser musste sich Holland an Seilen befestigt in bis zu 30 Meter Höhe zwischen verschiedenen Kisten springen, die mittels Roboterarmen mechanisch bewegt wurden. Im September 2020 entstanden Aufnahmen in Berlin. Einen Monat später drehte man in der spanischen Hafenstadt Xàbia nahe Valencia und in Barcelona. Für die Philippinen vorgesehene Filmaufnahmen mussten aufgrund der COVID-19-Pandemie abgesagt werden. Stattdessen wurde nur ein kleines Filmteam nach Asien geschickt, das die Küste des Inselstaates filmen sollte. Mit diesen Aufnahmen und Bildmaterial des Mittelmeeres wurden die Philippinen digital rekonstruiert. Die Dreharbeiten wurden offiziell am 29. Oktober 2020 abgeschlossen, nachdem Holland bereits sechs Tage zuvor seine letzten Szenen gefilmt hatte. Im Juli 2021 erfolgten Nachdrehs in Madrid. Die Kostüme entstanden unter anderem in der Schneiderei des Babelsberger Kostümfundus.

### Veröffentlichung
Ein erstes offizielles Bild von Holland als Hauptfigur Nathan Drake wurde im Oktober 2020 veröffentlicht. Der Film solle ursprünglich am 10. Juni 2016 in die US-amerikanischen Kinos kommen. Später erfolgten mehrere Verschiebungen des US-amerikanischen Starttermins aufgrund gescheiterter Realisierungsversuche und Wechseln innerhalb des Filmstabes, so zunächst auf den 30. Juni 2017, später auf den 18. Dezember 2020 und schließlich auf den 5. März 2021. Im Zuge der COVID-19-Pandemie und der damit verbundenen Verschiebung der Dreharbeiten sowie weltweiten Kinoschließungen wurde der US-amerikanische Starttermin drei weitere Male neu datiert, zunächst auf den 8. Oktober 2021, im Anschluss auf den 16. Juli 2021 und schließlich auf den 18. Februar 2022.
Die Weltpremiere von Uncharted erfolgte bereits am 7. Februar 2022 in Barcelona. Der Film kam am 17. Februar 2022 in die deutschen und am darauffolgenden Tag in die österreichischen Kinos. Ein Kinostart in China erfolgte am 14. März 2022. In Vietnam und auf den Philippinen wurden öffentliche Aufführungen von Uncharted mehrere Wochen nach Kinostart untersagt. Hintergrund sind auf einer Karte im Film eingezeichnete Grenzverläufe im Südchinesischen Meer, die den eigenen Gebietsansprüchen der Länder widersprechen würden.

## Synchronisation
Die deutschsprachige Synchronisation entstand nach einem Dialogbuch von Tobias Neumann und unter der Dialogregie von Manuel Straube bei Iyuno Germany.
| Rolle                      | Darsteller         | Synchronsprecher  |
| -------------------------- | ------------------ | ----------------- |
| Nathan „Nate“ Drake        | Tom Holland        | Christian Zeiger  |
| Victor „Sully“ Sullivan    | Mark Wahlberg      | Oliver Mink       |
| Santiago Moncada           | Antonio Banderas   | Bernd Vollbrecht  |
| Chloe Frazer               | Sophia Ali         | Alice Bauer       |
| Jo Braddock                | Tati Gabrielle     | Lea Kalbhenn      |
| Der Schotte                | Steven Waddington  | Jörg Hengstler    |
| Samuel „Sam“ Drake         | Rudy Pankow        | Sebastian Fitzner |
| junger Nathan „Nate“ Drake | Tiernan Jones      | Manik Gaschina    |
| Gage                       | Pilou Asbæk        | Tommy Morgenstern |
| Hotelgast                  | Nolan North        | Jens Wendland     |
| Zoe                        | Alana Boden        | Leonie Dubuc      |
| Auktionator                | Peter Seaton-Clark | Frank Schaff      |
| Hotelpage                  | Matt Barkley       | Sebastian Borucki |

## Rezeption

### Altersfreigabe
In den Vereinigten Staaten erhielt Uncharted von der MPA eine PG-13-Freigabe. In Deutschland bekam der Film von der FSK eine Freigabe ab 12 Jahren. In der Freigabebegründung heißt es, der Film enthalte zahlreiche Abenteuer- und Spannungsszenen. Überzeichnete Figuren, humorvolle Momente sowie die realitätsferne Geschichte würden allerdings eine Distanzierung zum Geschehen ermöglichen, weshalb Überforderungen bei Kindern und Jugendlichen nicht zu befürchten seien.

### Kritiken
Auf Rotten Tomatoes fielen 41 % der 257 gelisteten Kritiken für Uncharted positiv aus, während der Film 90 % der Nutzer überzeugen konnte. Einigkeit besteht zwischen Kritikern und Zuschauern an der vielversprechenden Besetzung, Uneinigkeit jedoch an der Qualität der Videospiel-Adaption. Laut dem zusammenfassenden Kritiker-Fazit ist Uncharted nur ein enttäuschender Abklatsch älterer Abenteuerfilme, für die Zuseher aber eine unterhaltsame Hommage an ebendiese. Auf Metacritic erhielt der Film basierend auf 44 Kritiken einen Metascore von 45 von 100 möglichen Punkten.
Owen Gleiberman urteilt in seiner Filmkritik für Variety, dass Uncharted besser als die meisten anderen Videospielverfilmungen sei. Von Vorteil wäre dabei, dass die Spielvorlage selbst fast schon cineastisch wirke, was eine Adaption für die Kinoleinwand im Vergleich zu anderen Genrevertretern erleichtere. Tom Holland und Mark Wahlberg seien ein ansprechendes Buddy-Duo, während ihr Gegenspieler Antonio Banderas zu eindimensional bleibe. Daneben kritisiert Gleiberman die zwar lebhafte, aber ebenso dürftig geschriebene und überlange Handlung sowie die oft uninteressanten Dialoge. Das Drehbuch verzichte dabei auf eine klischeehafte Liebesgeschichte, die der Handlung allerdings eine weitere Dimension gegeben hätte. So sei Uncharted recht emotionslos, punkte aber mit den visuellen Effekten, der Kameraarbeit und dem sowohl absurden als auch spektakulären Endkampf.

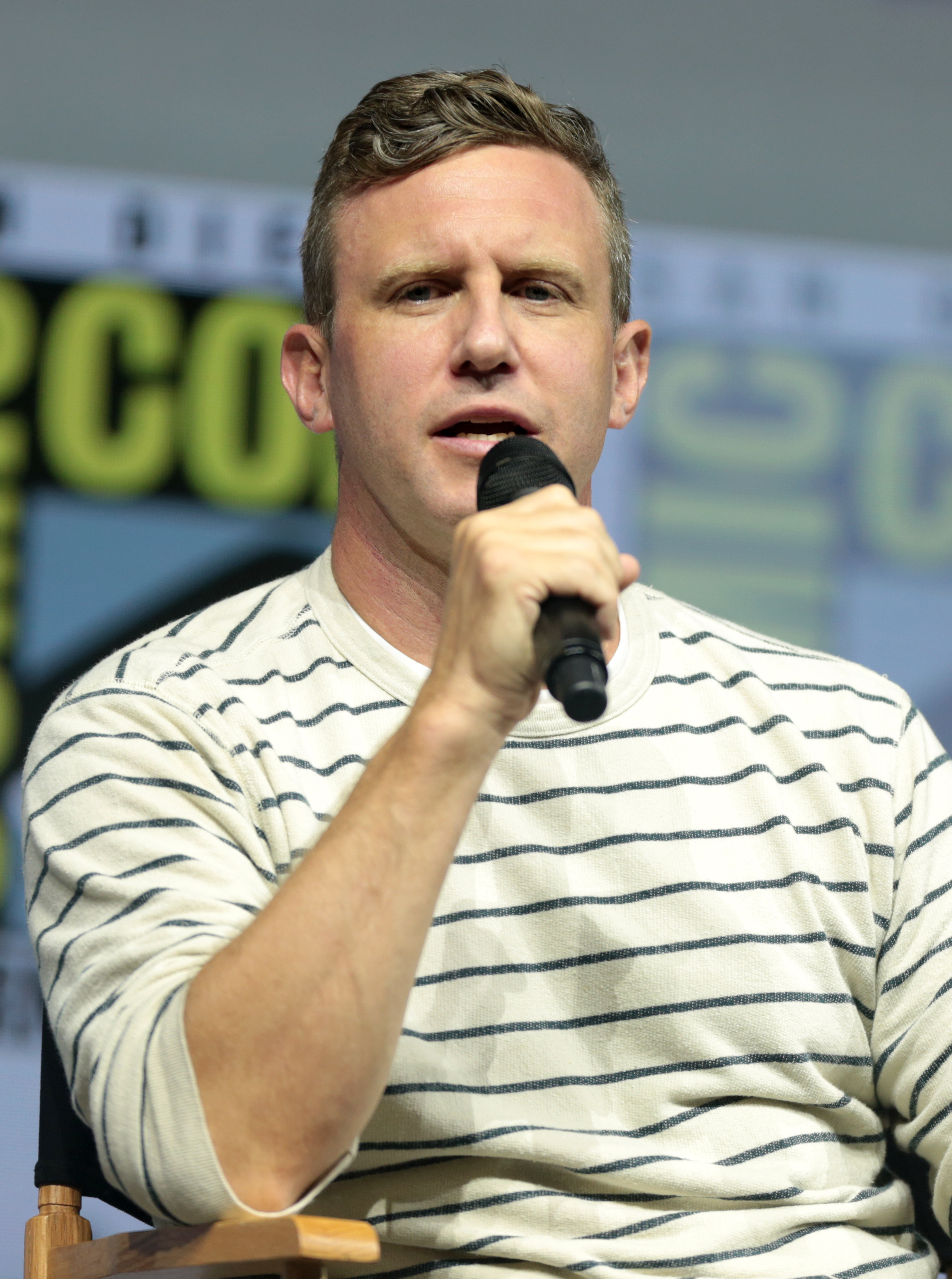
Regisseur Ruben Fleischer

Auch Michael O’Sullivan von der Washington Post zieht ein überwiegend positives Fazit und gibt an, Uncharted erfülle die nicht sonderlich hohen Erwartungen vollkommen. Der Film sei eine altmodische Erzählung mit einem großen Maß an Absurdität, könne allerdings Spaß machen, wenn der Zuschauer bereit sei, bspw. über fehlende Gesetze der Schwerkraft hinwegzusehen. O’Sullivan charakterisiert Uncharted teils als Heist-Movie, das mit leicht-spritziger Buddy-Action, Mission: Impossible, Rätseln von Dan Brown, Nicolas Cage in Das Vermächtnis der Tempelritter und der Dunkelheit von Der Schatz der Sierra Madre kombiniert werde. Trotz der Vermischung von Inspirationsquellen sei stets der visuelle Stil von Ruben Fleischer zu erkennen.
Zu einem durchwachsenen Urteil gelangt Philip Dethlefs von der Stuttgarter Zeitung, für den Uncharted zwar besser als manch andere Videospielverfilmung sei, aber immer noch recht belanglos wäre. Die geradlinige Handlung der abenteuerlichen Schatzsuche sei dabei wie ein klassisches Videospiel inszeniert, komme mit einigen überraschenden Wendungen daher, sei aber durchweg klischeehaft und zu lang. Einzig die schwierige Beziehung zwischen den Hauptfiguren könne überzeugen. Der Showdown am Ende sei spektakulär, doch oft schlechte visuelle Effekte in maßlos übertriebenen Actionszenen würden den Film insgesamt künstlich wirken lassen.
David Ehrlich von IndieWire urteilt, dass Uncharted im Vergleich zur Videospielvorlage sogar weniger cineastisch sei und mit dieser nicht mithalten könne. Der Film wirke generisch, wenn nicht sogar unangenehm, und die „anonyme Regie“ von Ruben Fleischer trage zur allgemeinen „Geschmacklosigkeit“ bei. Auch das Drehbuch gebe nicht viel her und entwickle keine tiefgründige Beziehung zwischen den Figuren, weshalb Mark Wahlberg einmal mehr sich selbst verkörpere. Zu den Hauptkritikpunkten von Ehrlich zählt allerdings die Besetzung von Nathan Drake mit Tom Holland. Dieser spiele die Rolle zwar gut, sei aber viel zu jung, weshalb seine Darbietung eher an den kindlichen Spider-Man erinnere und keinerlei Emotionen oder Gefühle zulasse. Auch Antonio Banderas wirke im Kontrast zu Holland fehlplatziert; Tati Gabrielle werde als Femme fatale gleichzeitig vollends unterfordert. Daneben seien die visuellen Effekte schlecht sowie Actionszenen zu hektisch gefilmt und geschnitten. Einzig der spaßige Finalkampf deute an, wie gut Uncharted mit einer klaren Inszenierung hätte sein können.
Auch Frank Scheck vom Hollywood Reporter kommt zu dem Schluss, dass Mark Wahlberg vermutlich die bessere Wahl für Nathan Drake gewesen wäre, mittlerweile aber einfach zu alt sei. Regisseur Ruben Fleischer verstehe zumindest, dass das Zielpublikum an tiefgründigen Charakterisierungen oder anspruchsvollen Dialogen nicht interessiert sei, sondern schnelle Ortswechsel im Stile der Videospiele sehen wolle. So habe Uncharted zwar fotogene Kulissen und atemberaubende Actionszenen zu bieten, sei insgesamt aber ein uninteressantes, generisches Abenteuer. Nathan Drake und Victor Sullivan, die sich in der Vorlage stets unterstützt hätten, würden im Film wie ein „zerzanktes Paar kurz vor der Scheidung“ wirken. Daneben verkörpere Antonio Banderas einen schlechten, distanzierten Schurken; zum Glück gebe es immerhin mit Sophia Ali und Tati Gabrielle noch gute Gegenspielerinnen.

### Einspielergebnis
Am Startwochenende konnte Uncharted mit einem Einspielergebnis von rund 44,2 Millionen US-Dollar die Spitzenposition der US-amerikanischen Kino-Charts belegen. Auch in Deutschland lief der Film erfolgreich an und verbuchte mit rund 320.000 Besuchern den viertbesten Kinostart seit Beginn der COVID-19-Pandemie. Dem Budget von rund 120 Millionen US-Dollar stehen weltweiten Einnahmen aus Kinovorführung in Höhe von 401,7 Millionen US-Dollar gegenüber, von denen der Film allein 148,6 Millionen im nordamerikanischen Raum einspielen konnte. In Deutschland belegt Uncharted mit 1.527.022 Kinobesuchern und einem Einspielergebnis von 13,8 Millionen Euro den elften Platz der erfolgreichsten Filme des Jahres 2022 in Deutschland.

## Fortsetzung
Nach dem finanziellen Erfolg an den Kinokassen bezeichnet Sony-Pictures-CEO Tom Rothman Uncharted als neues „Hit-Movie-Franchise“ für das Filmstudio und zeigte sich offen für weitere Fortsetzungen. Hauptdarsteller Mark Wahlberg verkündete im Frühjahr 2024 die Fertigstellung des Drehbuchs, ehe im Juni 2024 die Produktion eines zweiten Teils offiziell bestätigt wurde.